# Movimiento de Liberación del Pueblo de Sudán
El Ejército de Liberación del Pueblo de Sudán, cuyo brazo político es el Movimiento de Liberación del Pueblo de Sudán (en siglas ELPS o MLPS), conocido por sus siglas en inglés SPLA/M (Sudan People's Liberation Army/Movement) es un partido político de Sudán del Sur. Fue fundado inicialmente como el ala política del Ejército de Liberación del Pueblo de Sudán (SPLA; un beligerante clave de la segunda guerra civil sudanesa) en 1983. El 9 de enero de 2005, el SPLA, el SPLM y el Gobierno de Sudán firmaron el Acuerdo General de Paz, poniendo fin a la guerra civil. Posteriormente, el Movimiento de Liberación del Pueblo Sudanés obtuvo representación en el Gobierno del Sudán y fue el principal componente del Gobierno del Sudán Meridional, entonces semiautónomo.  
Cuando Sudán del Sur se convirtió en un estado soberano el 9 de julio de 2011, el SPLM se convirtió en el partido gobernante de la nueva república. Las ramas del Movimiento de Liberación del Pueblo Sudanés en Sudán se separaron del Movimiento de Liberación del Pueblo Sudanés del Norte. A raíz de la guerra civil de Sudán del Sur de 2013-2014 apareció un mayor faccionalismo, con el presidente Salva Kiir al frente del SPLM-Juba y el exvicepresidente Riek Machar al frente del Movimiento de Liberación del Pueblo de Sudán en oposición. 

## Historia
El ELPS fue fundado en 1983 por John Garang de Mabior, Salva Kiir Mayardit, William Nyuon Bany y Kerubino Kuanyin Bol. Desde entonces luchó contra los gobiernos de Gaafar Nimeiry, Sadiq al-Mahdi y Omar Hasan Ahmad al-Bashir en el conflicto hoy conocido como segunda guerra civil sudanesa. El principal dirigente del ELPS fue John Garang, hasta su muerte, el 30 de julio de 2005. 
Las bases del ELPS proceden principalmente del sur de Sudán, cuyos habitantes son mayoritariamente no árabes y no musulmanes, en contraste con el norte del país. Su objetivo declarado es establecer un Sudán democrático y mejorar las condiciones en que se encuentra el sur del país. Aunque a menudo se ha descrito la segunda guerra civil sudanesa en términos exclusivamente étnicos y religiosos, tiene también un importante papel la lucha por los recursos de agua y petróleo en el sur y oeste del país. 
A comienzos de 1991, una facción del ELPS liderada por Riek Machar y Lam Akol trató de hacerse con el poder en detrimento de Garang. Aunque fracasó, la tentativa tuvo como resultado disensiones internas en el seno del grupo, y la formación de otros movimientos rebeldes. Estas divisiones internas dificultaron las negociaciones con el gobierno. El ELPS-Nasir, autodenominado ELPS Unido, terminó por transformarse en el Ejército/Movimiento de Independencia del Sur del Sudán (South Sudan Independence Movement/Army). Varias pequeñas facciones firmaron por separado acuerdos de paz con el gobierno de Jartum en abril de 1997 y formaron el Frente Unido Democrático de Salvación (United Democratic Salvation Front, USDF). 
El gobierno sudanés ha acusado a los de Uganda y Eritrea de dar apoyo al ELPS. Se cree que el grupo ha operado en el lado ugandés de la frontera entre Sudán y Uganda. En 2001 los diversos grupos armados usaban unos 20.000 niños soldados.
En 2005, el Acuerdo de Naivasha entre el Ejército/Movimiento de Liberación del Pueblo de Sudán y el gobierno de Sudán puso fin a la guerra y el reconocimiento formal de la autonomía del Sur de Sudán. 
En 2011, tras un consulta popular se llegó a una separación de las dos naciones, dando origen a Sudán del Sur.
Después de la independencia en 2011, el SPLA formó el núcleo de las Fuerzas Armadas de Sudán del Sur.

### Facciones
- SPLM-DC (Cambio democrático, 2009–presente)
- SPLM–N (Norte, 2011–presente)
- SPLM-IG (En el gobierno, 2013–presente)
- SPLM-IO (En Oposición al gobierno, 2013–presente)
- SPLM-FD (Freed Detainees, 2015– presente)

## Categoría
1. 1 2  «South Sudan».
2. ↑  «UNICEF - Sudan - Former child soldiers need support». Archivado desde el original el 4 de noviembre de 2004. Consultado el 5 de septiembre de 2010.